# باتريك نولان
باتريك نولان هو سياسي كندي، ولد في 17 مارس 1881، وتوفي في 11 يناير 1941 في أوتاوا في كندا بسبب إنفلونزا. انتخب عمدة أوتاوا ‏ (1934 – 1935).